# Schwedische Ostindien-Kompanie

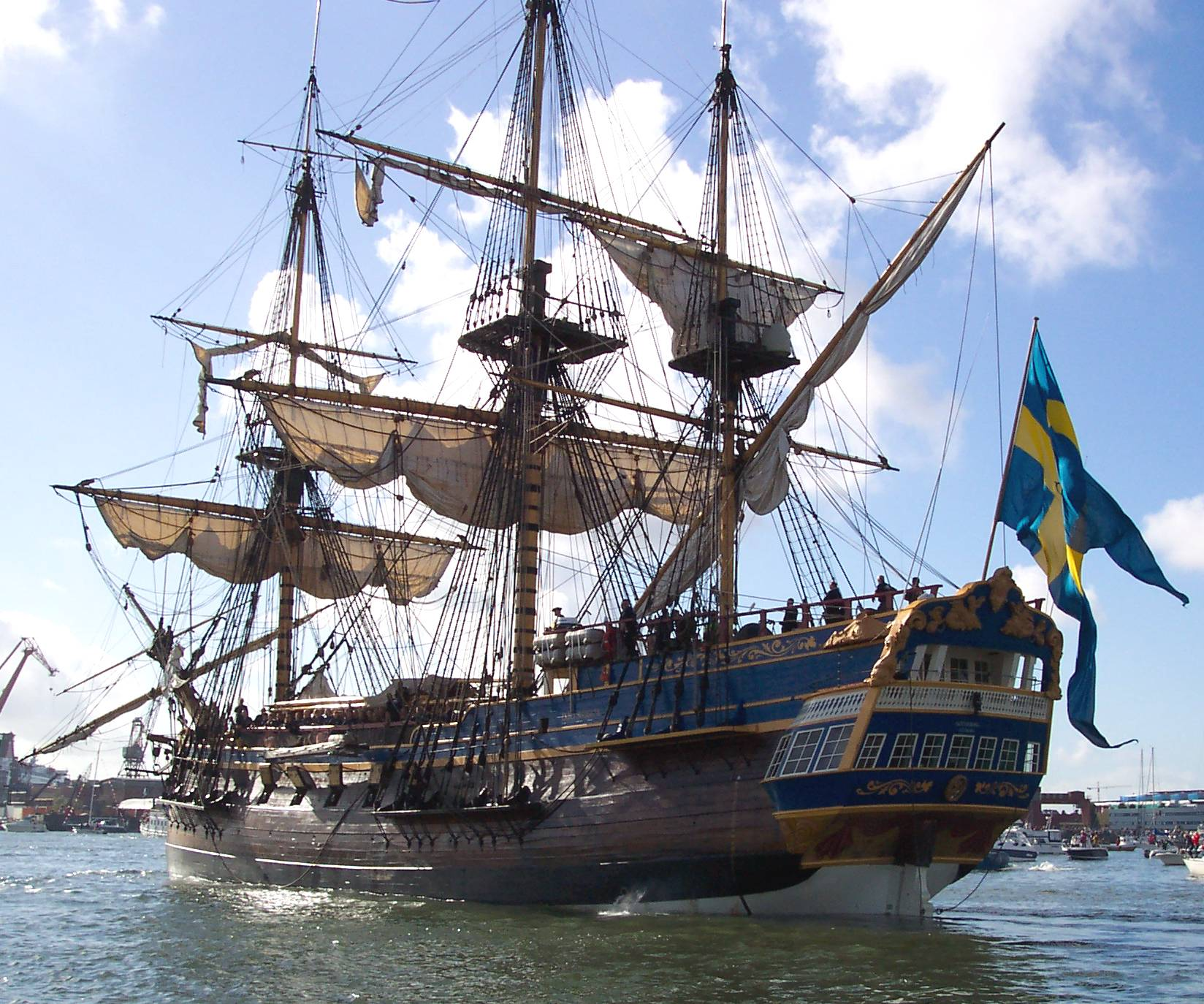
Die Götheborg, Nachbau des Ostindienfahrers Götheborg

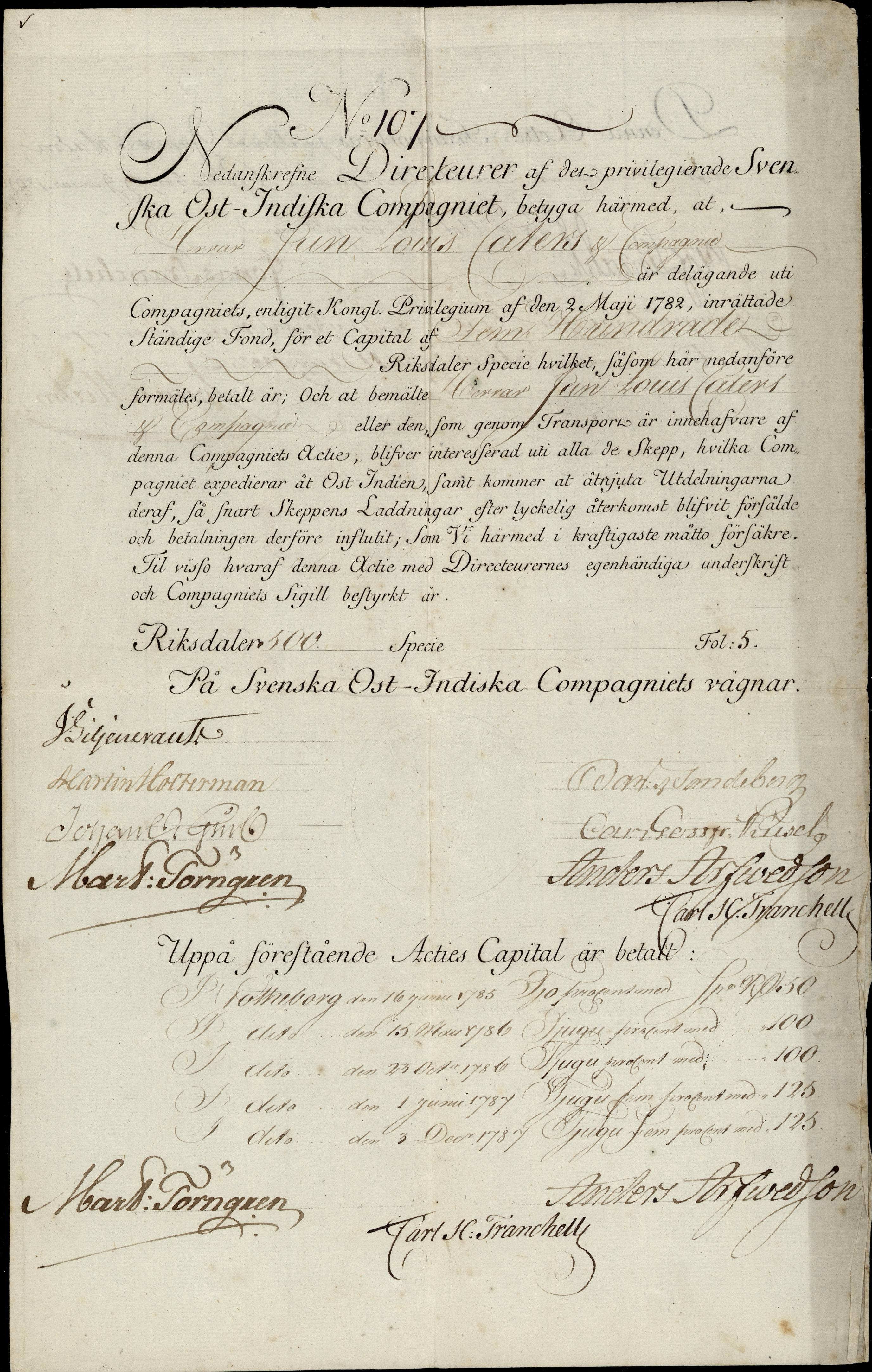
Aktie der Schwedischen Ostindien-Kompanie vom 2. Mai 1782

Die Schwedische Ostindien-Kompanie (schwedisch Svenska Ostindiska Companiet, SOIC) war eine Ostindien-Kompanie, die sich mit dem Handel zwischen Schweden und Indien und Ostasien beschäftigte.
Die Gesellschaft wurde bereits 1626 gegründet. 1731 bildete sich unter der Führung von Colin Campbell und Niclas Sahlgren eine neue Gesellschaft, der das ausschließliche Privileg des schwedischen Indienhandels verliehen wurde. Das Hauptgeschäft bestand im Import von Tee aus dem Kaiserreich China. In den ersten Jahren waren die Fahrten sehr profitabel; gegen Ende des 18. Jahrhunderts jedoch nicht mehr. Insgesamt erfolgten 132 Fahrten mit 37 verschiedenen Schiffen. Am 29. Mai 1813 wurde die Gesellschaft schließlich aufgelöst.
Eine der in der SOIC aktiven Persönlichkeiten war die Familie Arfwedson. Durch Heirat gab es Beziehungen zur Familie Ström, die wiederum mit der Familie Sahlgren, einer der Gründer der SOIC, verwandt war. Anders Arfwedson war von 1770 bis 1777 Supercargo in der SOIC in Kanton. 1786–1806 wurde er schließlich Direktor der SOIC. Auch der Bruder von Anders Arfwedson, Jacob Arfwedson, arbeitete für die SOIC. Er war auf mehreren Reisen als Supercargo tätig, u. a. 1773–74 und 1776–77 auf dem Ostindienfahrer Finnland und 1778–1779 auf der Terra Nova. 
Der älteste Bruder Carl Christopher Arfwedson leitete währenddessen das Handelshaus Tottie & Arfwedson, eines der größten Handelsunternehmen in Schweden. Er war auch von 1787 bis 1805 Direktor der Schwedischen Westindien-Kompanie (Svenska Västindiska Companiet) und Wirtschaftsprüfer bei der SOIC im Rahmen der 5. Charta. Sein Sohn Carl Abraham Arfwedson (1774–1861) wurde 1802 Partner von Tottie & Arfwedsson und Direktor der SOIC von 1806 bis 1813.